# Nothocercus
Nothocercus es un género de aves de la familia de los inambúes, yutos, o tinamúes que incluye a tres especies que se distribuyen por la zona norte y este de Sudamérica, y también por América central.

## Especies
- Tinamú serrano (Nothocercus bonapartei) (Gray, 1867)
- Tinamú cabecirrojo (Nothocercus julius) (Bonaparte, 1854)
- Tinamú cabecinegro (Nothocercus nigrocapillus) (Gray, 1867)